# Novecentos e noventa e seis
Novecentos e noventa e seis (996, CMXCVI) é um número natural que é sucessor do 995 e antecessor do 997.
Possui notação científica equivalente a 9,96 × 102.

## Propriedades matemáticas
- É o dobro de 498‬
- É o triplo de 332
- É o produto dos primos 22 × 3 × 83
- Possui 12 divisores:1, 2, 3, 4, 6, 12, 83, 166, 249, 332, 498, 996
- Possui raiz quadrada ≈ 31,5594
- É formado por 996 unidades.